# Benoît Vaugrenard
Benoît Vaugrenard (født 5. januar 1982 i Vannes) er en tidligere professionel fransk cykelrytter.
Han fik sit gennembrud da han havde den den hvide ungdomstrøje under Tour de France 2006 på tre etaper. I slutningen af juni 2007 vandt han det franske mesterskab i enkeltstart.